# Saukonsaari (ö i Satakunta)
Saukonsaari är en ö i Finland. Den ligger i vattendraget Kumo älv och i kommunerna Vittis och Kumo i den ekonomiska regionen  Björneborgs ekonomiska region  och landskapet Satakunta, i den sydvästra delen av landet, 180 km nordväst om huvudstaden Helsingfors. Öns area är 4,6 hektar och dess största längd är 1 kilometer i sydöst-nordvästlig riktning.